# Голден (Айдахо)
Голден (англ. Golden) — невключена територія в окрузі Айдахо, штат Айдахо, США.
Розташоване за 35 км від найближчого міста Грейнджвілл.